# Trippel Ett
Trippel Ett är en svensk hiphopgrupp.
I gruppen ingår rapparna Adam "Megaton" Freiholtzs och Andreas "XL" Nordström. De var en av grupperna på Petters skivbolag Bananrepubliken. De har också medverkat på hans skivor.

## Diskografi
- Flickorna, singel 2000
- Svar på tal, album 2001
- Selma, singel 2001